# Rio Dâlboca
O Rio Dâlboca é um rio da Romênia, afluente do Danúbio, localizado no distrito de Mehedinţi.